# Деренові
Деренові, кизилові,  або деренуваті (Cornaceae) — родина рослин порядку дереноцвіті (Cornales).

## Походження

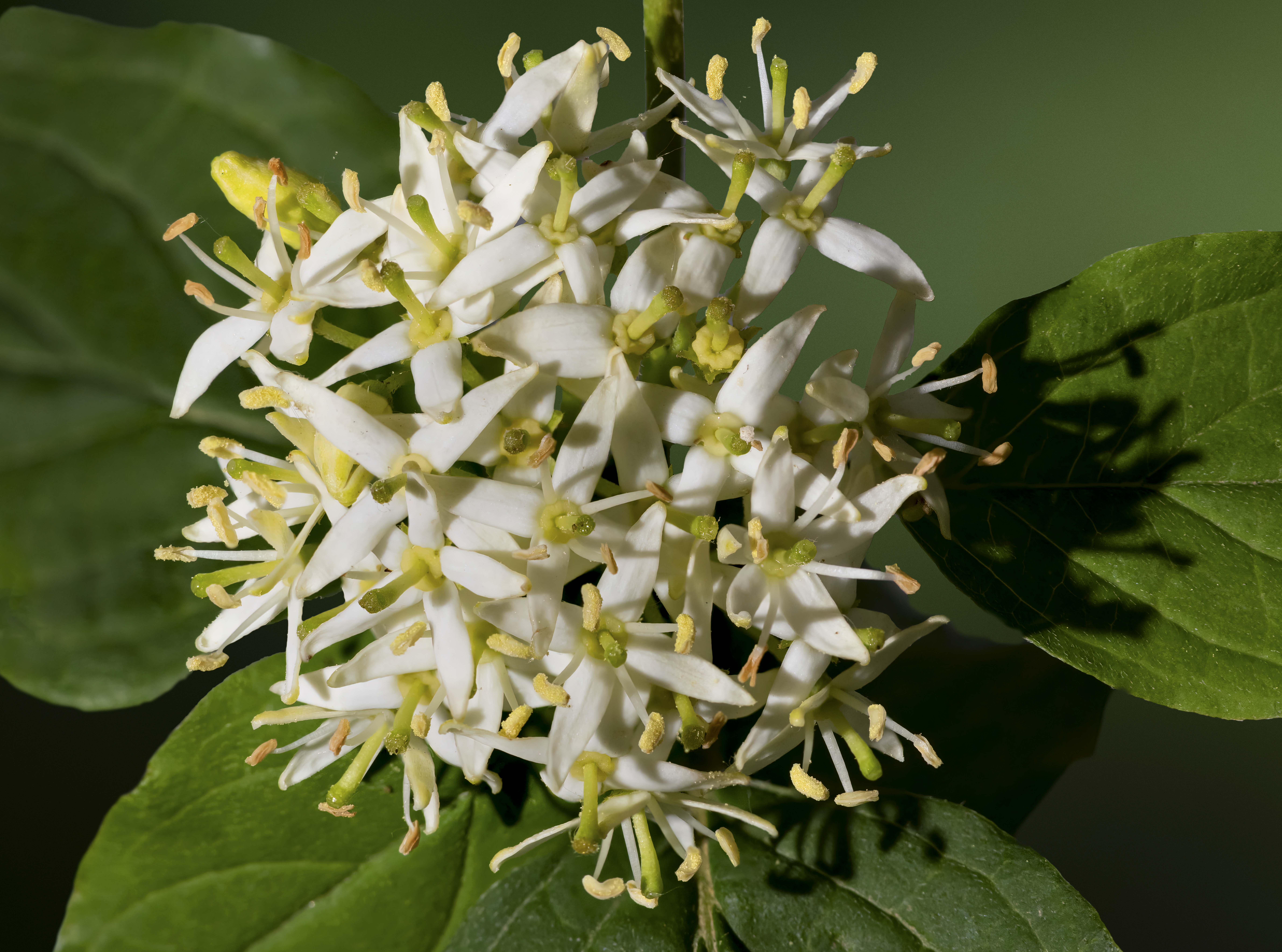
Cornus sanguineus

Центри видового різноманіття Cornaceae знаходяться в Атлантично-Північноамериканській, Східноазійській та Ірано-Туранській флористичних областях.
За часом походження родина Cornaceae дуже давня. Один з родів Mastixia відомий в Європі з олігоценових відкладів (близько 50 млн років тому), а на території Азії ще раніше — з верхньокрейдяних відкладів Арало-Каспію.

## Загальна біоморфологічна характеристика
Представники родини — це дерева чи кущі, рідко напівкущі з багаторічними дерев'янистими повзучими стеблами. Листорозміщення супротивне чи почергове. Листки прості, цілокраї. Квітки двостатеві, іноді роздільностатеві, правильні, зонтикоподібні, головчасті чи віникоподібні. Пелюсток 4 чи 5, тичинок 4-5, зав'язь нижня. Плід — кістянка чи ягода, звичайно м'ясиста.

## Життєві форми
Види Cornaceae — рослини різних життєвих форм, що відрізняються габітусом, величиною, формою листків.

## Використання
Одні види кизилових незамінні при створенні живоплотів, інші — вільних груп, солітерів, бордюрів, у оформленні полян і інших елементів ландшафтних композицій, завдяки рясному цвітінняю і плодоношенню, виключній декоративності завдяки квіткам і приквітникам, ранньому цвітінню до розпускання листків (Cornus mas), яскравому осінньому забарвленню.
Традиційно, як плодову рослину, культивують лише один вид Cornaceae — Cornus mas. У той же час є ще кілька видів деренових, які мають їстівні плоди і перспективні як плодові рослини. Це, передовсім, Cornus officinalis, а також високодекоративні рослини роду Cynoxylon: Cynoxylon japonicum i Cynoxylon capitatum.
Окремі види Cornaceae (Swida sanguinea, Swida alba, Swida sericea, Cornus mas) давно використовуються для озеленення в Україні, найчастіше — для живоплотів, а також в групових насадженнях і як солітери.

## Систематика
Існують суперечливі точки зору щодо обсягу родини в цілому та окремих її родів (насамперед, роду Cornus L.). Окремі роди й види Cornaceae в різних системах розглядаються у різних таксономічних рангах.
У праці «Деревья и кустарники СССР» (1960, обробка Ф. С. Пилипенко) родина Cornaceae поділяється на 4 роди. А. І. Пояркова у праці «Флора СССР» розділила родину Cornaceae на 6 самостійних родів, один з яких (Bothrocaryum) виділила вперше. У праці «Сосудистые растения СССР» С. К. Черепанов теж розділяє родину Cornaceae на 6 родів. За системою А. Л. Тахтаджяна родина Cornaceae включає 55 видів, які об'єднані у 7 родів.
Список родів сайту «The Plant List» (спільний проект Королівських ботанічних садів у К'ю і Міссурійського ботанічного саду) включає 12 прийнятих назв родів:
- Alangium[en]
- Camptotheca[en]
- Chamaepericlymenum[pt]
- Cornusтиповий
- Davidia
- Diplopanax[en]
- Griselinia
- Kaliphora[en]
- Mastixia[en]
- Nyssa[en]
- Swida
- Toricellia[pt]

За даними сайту «Germplasm Resources Information Network» (GRIN) Міністерства сільського господарства США родина Cornaceae поділяється на 2 підродини, що включають лише 7 прийнятих назв родів:
- підродина Cornoideae[d]
  - Alangium[en]
  - Cornusтиповий
- підродина Nyssoideae[d]
  - Camptotheca[en]
  - Davidia
  - Diplopanax[en]
  - Mastixia[en]
  - Nyssa[en]

## Поширення
Види Cornaceae поширені переважно в субтропічних і помірних областях північної півкулі, а також у Антарктиці (напівтрав'янисті види роду Chamaepericlymenum), Східній Африці (монотипний рід Afrocrania), Болівії і Перу (Swida boliviana (Macbride) Sojak, Swida peruviana (Macbride) Sojak.

## Кизилові у флорі України
У флорі України нараховується 3 аборигенних види та 2 підвиди в складі 2-х родів: Cornus i Swida та 27 інтродукованих видів у складі 4-х родів: Cornus, Swida, Bothrocaryum, Cynoxylon різного географічного походження, що складає половину світового обсягу родини і представляє майже всі райони природних місцезростань за винятком Арктики, Африки та Південної Америки.
Аборигенні види України:
- Cornus mas L.,
- Swida sanguinea (L.) Opiz,
- Swida australis[d] (C.A.Mey.) Pojark. ex Grossh.